# 郭崇韬
郭崇韜（約865年—926年），字安時，代州（今山西代縣）人。後唐侍中（宰相）、枢密使，討伐前蜀有功，卻因與後唐莊宗刘皇后不和而被族滅，時人以為冤。

## 簡介
最初為唐朝昭义节度使李克修亲信，為河東教練使，李克修死，改隨克修從兄李克用，以廉潔幹練著稱。
龙德三年（922年）四月，李存勖称帝，是為後唐莊宗，以崇韜任兵部尚书、枢密使。次年，后梁将领康延孝来降，献计奇袭汴州（今开封），郭崇韬赞同，果然擊灭后梁，史稱“夜渡杨刘，从郓州入袭汴，用八日而灭梁”，以功授侍中、成德节度使，封赵郡公。其人自認為唐名將郭子儀之後，有門第之見與不容他人之雅量（憤功績和聲望皆在李存審之下，因而存審每有奏章要求面聖都被駁回，終是病死）。
同光三年（925年），後唐伐前蜀，以魏王李继岌为元帅，崇韬为副元帅，為郭崇韜籌畫，一路勢如破竹。前蜀大将王宗弼挟持前蜀后主王衍投降，求为西川节度使，郭崇韬答应，却不予办理。于是王宗弼讓前蜀降官連表請求魏王李继岌，許郭崇韜為蜀地長官，造成了李继岌和郭崇韬的矛盾。郭崇韬为了自明，禀告李继岌后以「为臣不忠之罪」族诛王宗弼等。宦官李從襲這時派另一名宦官向延嗣帶詔書到達蜀地，命郭崇韜班師回朝，郭崇韜向來厭惡皇帝身邊的宦官、伶人，向延嗣到達成都時，崇韜沒有出來接待。向延嗣非常憤怒，與李從襲等人陷害之，向莊宗說崇韜异志。皇帝并未下决心杀郭崇韬，但刘皇后却打算殺他。
同光四年（926年）正月，刘皇后下教令要李继岌杀郭崇韬。继岌以召見議事為名，杀崇韜於蜀，子郭廷诲、郭廷信也遇害。庄宗闻讯后，决定附和刘皇后所为，公开声言郭崇韬之罪，并杀郭崇韬其余三子郭廷说于洛阳、郭廷让于魏州、郭廷议于太原，没收家产。
郭崇韬有女嫁李存勖弟睦王李存乂。李存乂后也因为郭崇韬叫屈而被李存勖逮捕处死。河中节度使李继麟因被诬为与郭崇韬谋反被族诛。这些事都影响了后唐军队的士气，兵变迭起。与郭崇韬一同参与灭蜀之战立有大功的李绍琛（即康延孝）在班师回朝途中也因郭崇韬、李继麟的下场而自危，起兵作乱。
魏博軍戍守瓦橋關的士兵皇甫暉因為賭博輸錢，無力付款，煽動不能返鄉的同袍們叛變，殺主帥楊仁晸，立偏將趙在禮為留後，攻陷鄴都，是為鄴都之變。莊宗命義兄李嗣源前往討伐，嗣源卻由乱兵立為君主。此時，认郭崇韬为叔父、认李存乂为义父的伶官郭从谦趁機在洛邑发动兴教门之变，殺了莊宗。嗣源稱帝，是為唐明宗。以礼改葬郭崇韬于太原，在太原赐宅邸给郭崇韬的遗孀周夫人。郭廷诲、郭廷让各有一个年幼儿子獲姻亲藏匿免于被杀，也交给祖母周夫人抚养。

## 延伸阅读
[在维基数据编辑]
 《舊五代史/卷57》，出自薛居正《舊五代史》
 《新五代史/卷24》，出自歐陽修《新五代史》